# Jason Chan
Jason Chan (Kuala Lumpur, 15 agosto 1971) è un attore e produttore cinematografico malese.

## Filmografia
- Power Rangers Ninja Storm – serie TV, 38 episodi (2003)
- The Cat of Hollywood , regia di Chun-Yue Lam (2004)
- Power Rangers Dino Thunder – serie TV, 3 episodi (2004)
- Stealth - Arma suprema (Stealth), regia di Rob Cohen (2005)
- My Sassy Neighbour – serie TV, 3 episodi (2005)
- L'anello dello straniero (Barbara Wood - Das Haus der Harmonie) - film TV, regia di Marco Serafini (2005)
- Spoilt - film TV, regia di Thean-jeen Lee (2005)
- Paradiso + Inferno (Candy), regia di Neil Armfield (2006)
- Svolte improvvise (Two Twisted) – serie TV, episodio 1x12 (2006)
- Parental Guidance – serie TV, 8 episodi (2007-2008)
- The Leap Years, regia di Jean Yeo (2008)
- Dance of the Dragon, regia di Max Mannix e John Radel (2008)
- Sayang sayang – serie TV, episodio 1x11 (2008)
- Sing to the Dawn, regia di Philip Mitchell (2008)
- Eine Liebe in der Stadt des Löwen, regia di Heidi Kranz e Dirk Regel (2009)
- Der letzte Patriarch - film TV, regia di Michael Steinke (2010)
- Liebe und Tod auf Java - film TV, regia di Heidi Kranz (2011)
- Perfect Girl, regia di Jason Chan (2014)
- What Do Men Want? – serie TV, 11 episodi (2014)